# Explanada (militar)

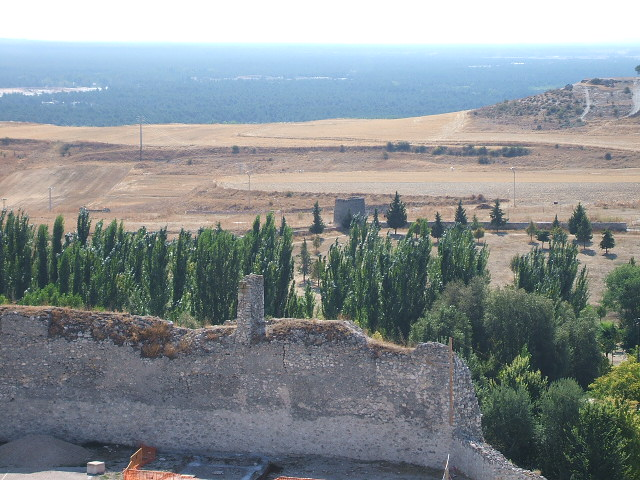
Explanada frente al castillo de Cuéllar

En el ámbito militar, se llama explanada al terreno que desde la cresta del parapeto del camino cubierto se extiende con una pendiente suave hasta perderse en la campaña. 
Sirve la explanada para impedir que el enemigo se acerque a la plaza a cubierto y su alineamiento prolongado hacia las obras debe ser paralelo con el cordón del revestimiento o un poco más arriba. De este modo, el enemigo no puede batir el revestimiento ni hacer brecha hasta que se apodere del camino cubierto. Alguna vez se construyen galerías debajo de la explanada, de las que parten ramales a uno y otro lado de la campaña. 
Se da también el nombre de explanada al terreno que media entre el muro y las casas de una plaza y al que está vacío entre ella y su castillo o ciudad a fin de no poderse acercar a cubierto. En tiempo de paz sirve para la asamblea de las guardias y para los ejercicios de la guarnición. Las plazas en que la explanada cubre todas las obras, de modo que no puedan verse desde la campaña, se llaman plazas rasantes.